# روفیه مالدیو
روفیه (روفیا) (به دیوهی:ދިވެހި ރުފިޔާ) یکای پول کشور مالدیو است. کد ایزو ۴۲۱۷ این یکای پول MVR است. هر روفیا معادل ۱۰۰ لاری است. نام روفیا از کلمه هندی روپیا(रुपया) یا روپیه گرفته شده‌است.

## سکه‌ها
تا پیش از ضرب سکه در مالدیو از گونه‌ای حلزون دریایی به عنوان سکه استفاده می‌شد.

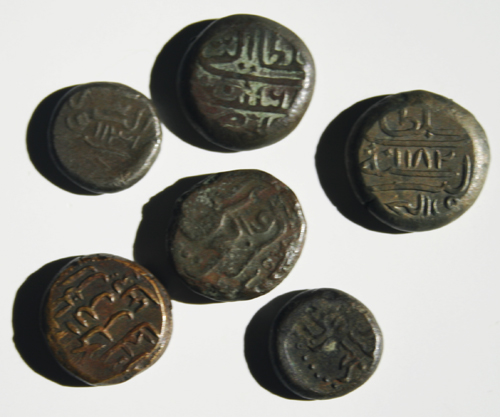
سکه‌های مالدیو متعلق به سده‌های ۱۷ و ۱۸

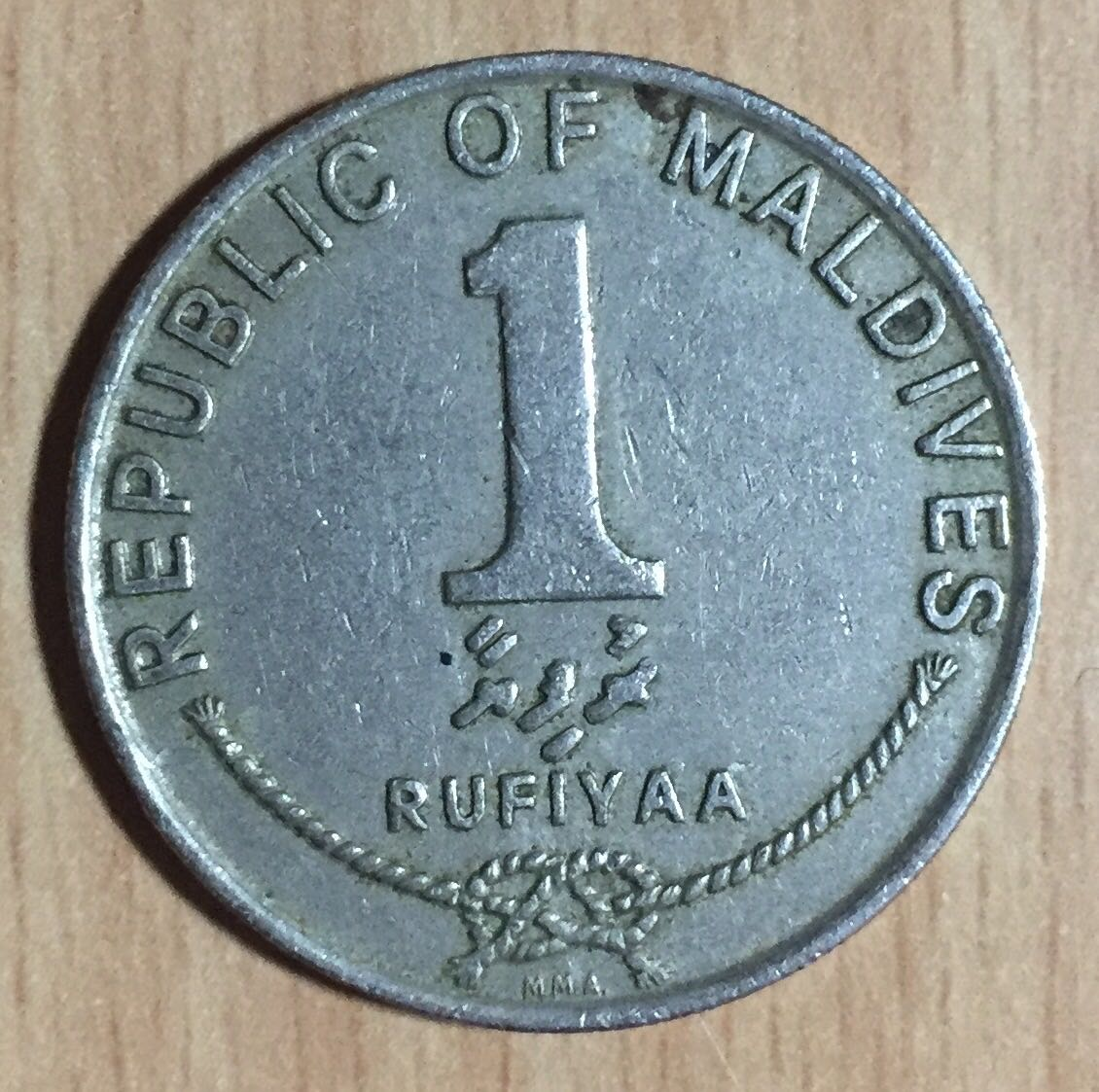
روی سکه ۱ روفیه

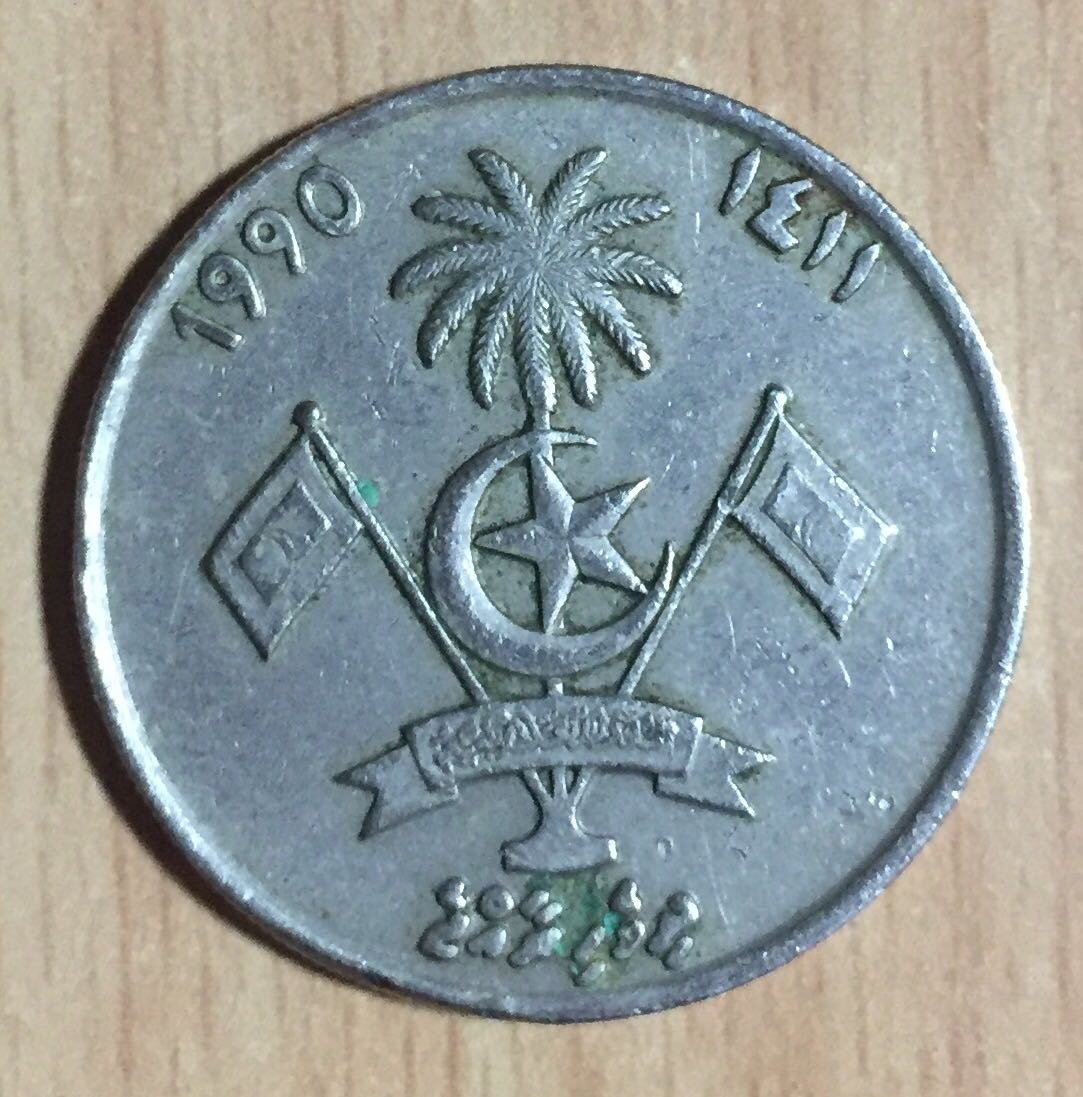
پشت سکه ۱ روفیه

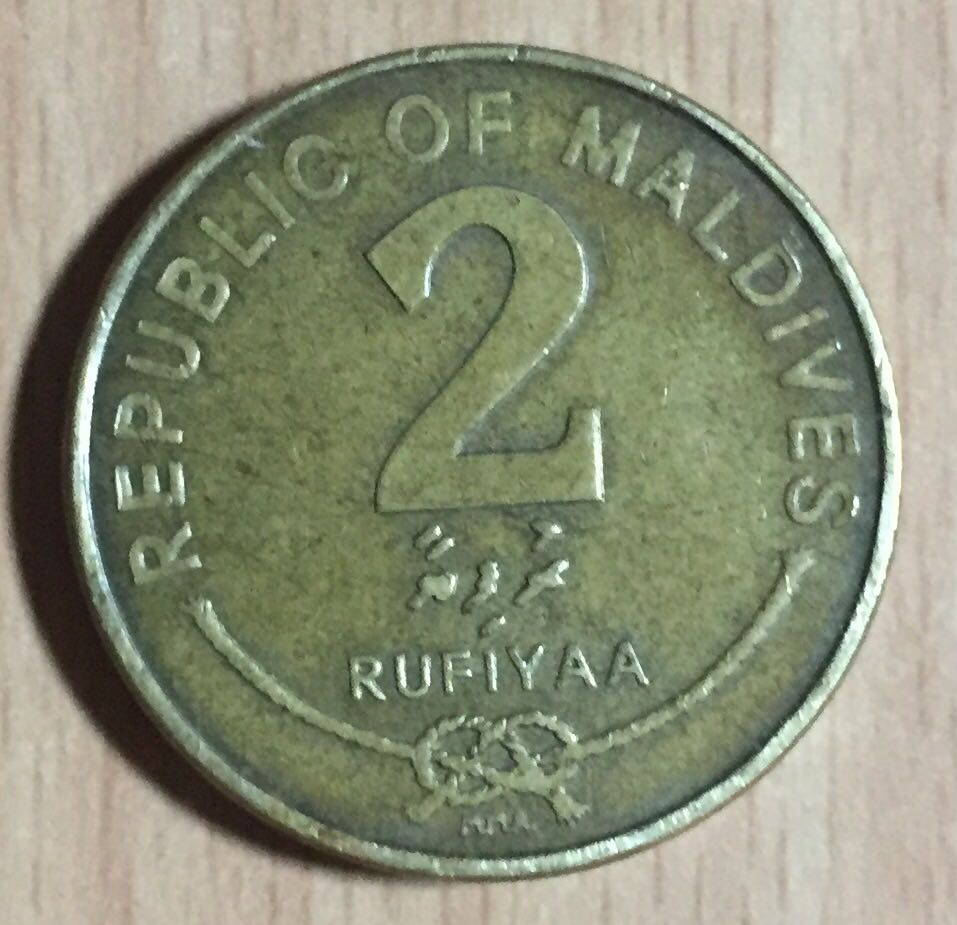
روی سکه ۲ روفیه

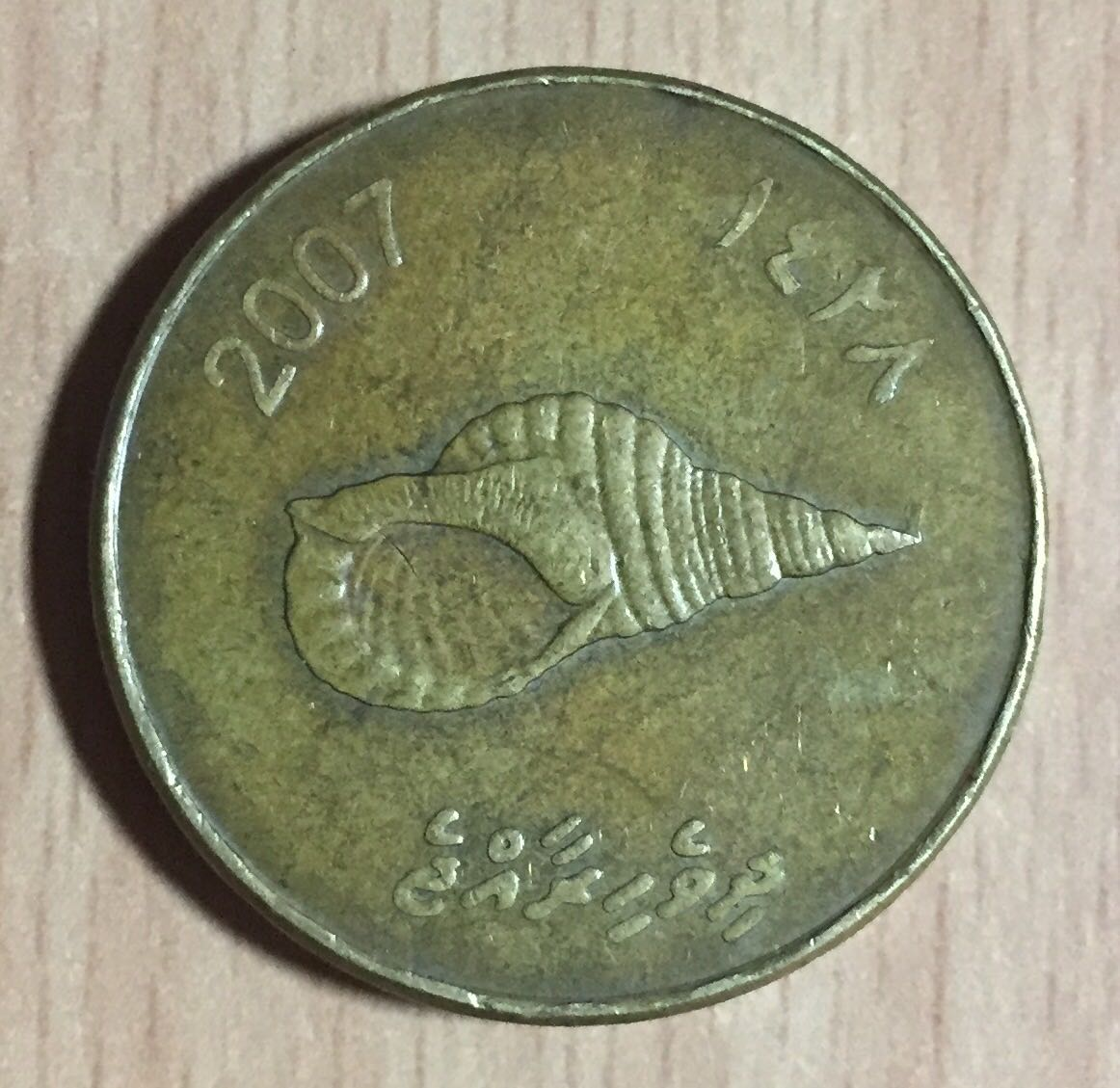
پشت سکه ۲ روفیه